# エポケー
エポケー（英語: Epoché、古代ギリシア語: ἐποχή epokhế）は、原義において「停止、中止、中断」を意味し、哲学においてこの語はいくつもの意味をもっている。
懐疑主義においては、エポケーは“suspension of judgment“「判断を留保すること」を意味する。もし真理が到達不可能なものだったり、到達しにくいものだったりするなら、判断を急ぎすぎるとかならず誤ることになるであろうからである。古代ギリシアの懐疑論者ピュロンは、エポケーを心の平静を得る手段とした。
フッサールおよび現象学においては、エポケーは世界の自然命題を「カッコに入れる」ことを意味する。すなわち世界の外的現実についての信念をカッコに入れるのである。ただしこれは世界の実在を疑うという意味ではまったくない。世界の現象を起こるに任せ、純粋な現れとし、そこで現れているものの実在についてはもはや断言しないということである。世界の中で生きられたものが意味している一切を捨象し、生きられたものをそのものとして研究するという点において、エポケーは意識の普遍的構造を考えるための第一歩なのである（フッサールによれば、エポケーの次の段階が「現象学的還元」である）。
精神分析学において、エポケーは現実に対するあらゆる判断を留保することを意味する。これによって治療者の幻想と無意識の世界をうまく航行できるようにするのである。